# Municipio de Highland (condado de Minnehaha)
El municipio de Highland (en inglés: Highland Township) es un municipio ubicado en el condado de Minnehaha en el estado estadounidense de Dakota del Sur. En el año 2010 tenía una población de 191 habitantes y una densidad poblacional de 3,11 personas por km².

## Geografía
El municipio de Highland se encuentra ubicado en las coordenadas 43°48′3″N 96°29′26″O / 43.80083, -96.49056. Según la Oficina del Censo de los Estados Unidos, el municipio tiene una superficie total de 61.38 km², de la cual 61,25 km² corresponden a tierra firme y (0,21 %) 0,13 km² es agua.

## Demografía
Según el censo de 2010, había 191 personas residiendo en el municipio de Highland. La densidad de población era de 3,11 hab./km². De los 191 habitantes, el municipio de Highland estaba compuesto por el 96,86 % blancos, el 2,62 % eran de otras razas y el 0,52 % eran de una mezcla de razas. Del total de la población el 6,81 % eran hispanos o latinos de cualquier raza.